# Daxiatitan
Daxiatitan byl rodem velkého sauropodního dinosaura, žijícího v období spodní křídy na území dnešní severozápadní Číny (provincie Kan-su).

## Objev a popis
Nález sestává z fosilních krčních obratlů a stehenní kosti. Celková délka tohoto sauropoda je odhadována asi na 23 až 30 metrů, hmotnost zhruba na 20 tun. Jak ale uvádí Gregory S. Paul, přesnější rozměry tohoto sauropoda nelze kvůli fragmentární povaze jeho fosilního záznamu odhadnout.
Na základě průměru dochované pravé stehenní kosti (57 cm) byla v lednu 2020 hmotnost tohoto sauropoda odhadnuta na 30 až 40 tun.

## Zařazení
Daxiatitan byl zřejmě titanosauriformem z kladu Somphospondyli. Mezi jeho blízké příbuzné mohly patřit rody Euhelopus z Číny a Tambatitanis ze současného Japonska, případně rod Ruixinia z Číny.